# Bystrzyca Kłodzka (stad)
Bystrzyca Kłodzka (Duits: Habelschwerdt) is een stad in het Poolse woiwodschap Neder-Silezië, gelegen in de powiat Kłodzki. De oppervlakte bedraagt 10,7 km², het inwonertal 10.594 (2005).

## Verkeer en vervoer
- Station Bystrzyca Kłodzka